# Stazione di Cervia-Milano Marittima
La stazione di Cervia-Milano Marittima è una stazione ferroviaria, posta sulla ferrovia Ferrara-Rimini, a servizio del comune di Cervia e della sua frazione Milano Marittima. È situata nel comune di Cervia.

## Storia
La stazione, in origine denominata "Cervia", venne inaugurata ufficialmente il 1º settembre 1884, in concomitanza con l'apertura del tronco Ravenna-Cervia della ferrovia Ferrara-Rimini.
Il 4 luglio 1886 fu inaugurato il tronco Cervia-Cesenatico, di conseguenza la stazione divenne passante.
Nel 1961 assunse la denominazione attuale.

## Strutture e impianti
La gestione degli impianti è affidata a Rete Ferroviaria Italiana (RFI), mentre la pulizia e la manutenzione degli spazi aperti al pubblico è affidata al Comune.

### Fabbricati
Il fabbricato viaggiatori è una struttura in muratura a due piani. Il piano terra, oltre a ospitare la sala d'attesa, è sede di un'agenzia che si occupa anche della rivendita di biglietti. Vi sono inoltre locali tecnici non accessibili al pubblico.
Accanto al fabbricato viaggiatori è presente un piccolo ad edificio che ospita i servizi igienici e uno più grande adibito a bar.
La stazione dispone di uno scalo merci (oggi in disuso) con annesso magazzino (in mattone, di architettura molto simile agli altri magazzini merci delle stazioni ferroviarie italiane) che viene usato come deposito.

### Piazzale ferroviario
Il piazzale dispone di tre binari, tutti utilizzati per il servizio viaggiatori. Il binario 2 è il binario di corsa, mentre l'1 e il 3 vengono usati per effettuare le precedenze e gli incroci tra i treni.
Non è presente il sottopassaggio pedonale, per cui la banchina a servizio dei binari 2 e 3 è raggiungibile tramite due passerelle ferroviarie a raso.
Vi sono inoltre alcuni binari tronchi a servizio dello scalo merci, che attualmente vengono utilizzati da RFI per ricoverare mezzi di servizio.

## Movimento
La stazione è servita da treni regionali svolti da Trenitalia Tper nell'ambito del contratto di servizio stipulato con la regione Emilia-Romagna.

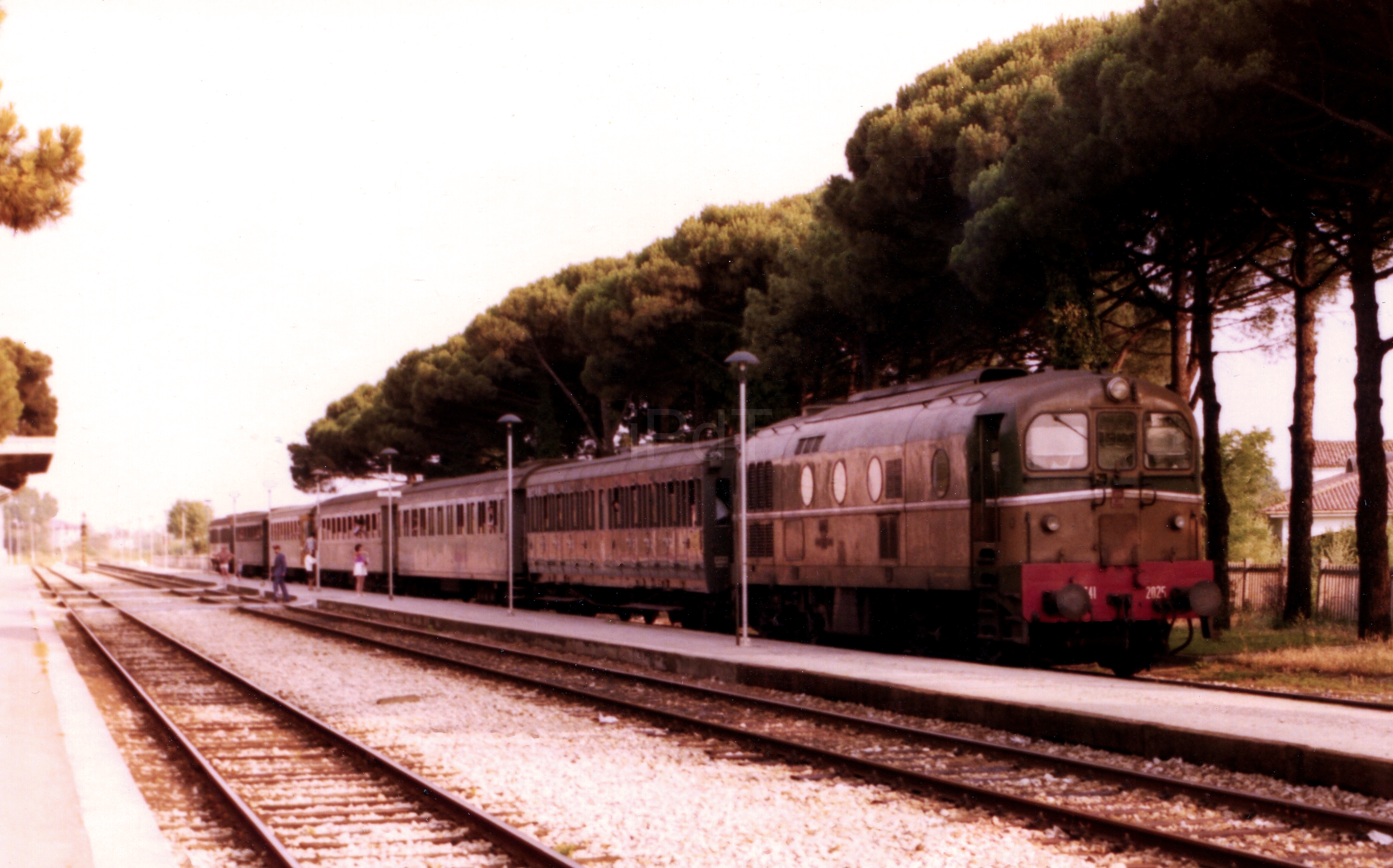
Treno locale al traino della locomotiva D.341.2025 in sosta nel luglio 1975 alla stazione di Cervia-Milano Marittima

In totale sono circa cinquanta i treni che effettuano servizio in questa stazione, principalmente di categoria regionale. Nel periodo estivo vengono effettuati anche servizi a media/lunga percorrenza a servizio di migliaia di vacanzieri che raggiungono Cervia e le sue località.
La stazione è impresenziata; la circolazione dei treni è regolata dal Dirigente Centrale Operativo con sede a Bologna Centrale.
Al 2007, l'impianto risultava frequentato da un traffico giornaliero di circa 800 persone.
A novembre 2019, la stazione risultava frequentata da un traffico giornaliero medio di circa 1 292 persone (629 saliti + 663 discesi).

## Servizi
La stazione è classificata da RFI nella categoria "Silver". Dispone di:
- Biglietteria a sportello
- Biglietteria self-service (solo biglietti regionali)
- Sala d'attesa
- Servizi igienici
- Accessibilità per portatori di handicap
- Bar

## Interscambi
- Fermata autolinee
- Fermata taxi